# Temporada 2009-2010 del Nàstic
Dades de la Temporada 2009-2010 del Gimnàstic de Tarragona.

## Resultats i Classificació
La 2009-2010 fou una temporada dolenta per l'equip grana, en que de bon començament destacà la mala sintonia entre l'afició i l'entrenador, ja que després del resultat de la temporada anterior, molts haurien volgut un canvi a la banqueta. La temporada fou irregular, però l'equip es mantenia generalment a la meitat de la classificació a una distància similar de l'ascens que del descens, fins que un seguit de derrotes, propiciaren la destitució del tècnic César Ferrando que fou substituït per Luis César Sampedro, l'entrenador que anteriorment havia pujat a l'equip a primera divisió. Tot i que uns bons resultats inicials fins i tot feren somiar en l'ascens, ben aviat retornaren els mals resultats i l'equip es va haver de jugar la salvació al Nou Estadi a l'antepenúltim partit de la temporada. Amb un camp ple a vessar com no es veia des que l'equip era a primera, es va guanyar el partit i es va certificar la permanència a segona divisió per un any més.

## Plantilla
Aquesta és la plantilla del Gimnàstic de Tarragona per a la temporada 2009-2010 a la Segona Divisió de la lliga espanyola de futbol.
| N. | Pos. | Nac. | Jugador                        |
| -- | ---- | --- | ------------------------------ |
| 1  | POR  | [[Fitxer:Flag of Spain.svg\|23x15px\|border \|alt=Espanya\|link=Selecció de futbol d'Espanya\|{{#if:\|]]                                       | Rubén Pérez Chueca             |
| 2  | MIG  | [[Fitxer:Flag of Spain.svg\|23x15px\|border \|alt=Espanya\|link=Selecció de futbol d'Espanya\|{{#if:\|]]                                       | Alejandro Campano Hernando     |
| 3  | DEF  | [[Fitxer:Flag of Catalonia.svg\|23x15px\|border \|alt=Catalunya\|link=Selecció de futbol de Catalunya\|{{#if:\|]]                              | Carles Domingo Pladevall Mingo |
| 4  | DEF  | [[Fitxer:Flag of Spain.svg\|23x15px\|border \|alt=Espanya\|link=Selecció de futbol d'Espanya\|{{#if:\|]]                                       | Jorge García Torre             |
| 5  | DEF  | [[Fitxer:Flag of France (1794–1815, 1830–1974).svg\|23x15px\|border \|alt=França\|link=Selecció de futbol de França\|{{#if:\|]]                | Walid Cherfa                   |
| 6  | MIG  | [[Fitxer:Flag of Catalonia.svg\|23x15px\|border \|alt=Catalunya\|link=Selecció de futbol de Catalunya\|{{#if:\|]]                              | David Medina Díaz de López     |
| 7  | DAV  | [[Fitxer:Flag of Spain.svg\|23x15px\|border \|alt=Espanya\|link=Selecció de futbol d'Espanya\|{{#if:\|]]                                       | Roberto García Cabello         |
| 8  | DAV  | [[Fitxer:Flag of Spain.svg\|23x15px\|border \|alt=Espanya\|link=Selecció de futbol d'Espanya\|{{#if:\|]]                                       | José Mari Romero               |
| 9  | MIG  | [[Fitxer:Flag of Catalonia.svg\|23x15px\|border \|alt=Catalunya\|link=Selecció de futbol de Catalunya\|{{#if:\|]]                              | Rubén Navarro Méndez           |
| 10 | MIG  | [[Fitxer:Flag of Spain.svg\|23x15px\|border \|alt=Espanya\|link=Selecció de futbol d'Espanya\|{{#if:\|]]                                       | Pablo Redondo Martinez         |
| 11 | DAV  | [[Fitxer:Flag of Cameroon.svg\|23x15px\|border \|alt=Camerun\|link=Selecció de futbol del Camerun\|{{#if:\|]]                                  | Serge N'Gal                    |
| 13 | POR  | [[Fitxer:Flag of Spain.svg\|23x15px\|border \|alt=Espanya\|link=Selecció de futbol d'Espanya\|{{#if:\|]]                                       | Xabi Pascual Luca de Tena      |
| 14 | MIG  | [[Fitxer:Flag of the Valencian Community (2x3).svg\|23x15px\|border \|alt=País Valencià\|link=Selecció de futbol del País Valencià\|{{#if:\|]] | Vicente Pérez Madrid           |
| 15 | DEF  | [[Fitxer:Flag of the Balearic Islands.svg\|23x15px\|border \|alt=Illes Balears\|link=Selecció de futbol de les Illes Balears\|{{#if:\|]]       | Pere Mairata Gual              |

| N. | Pos. | Nac. | Jugador                                                        |
| -- | ---- | --- | -------------------------------------------------------------- |
| 16 | MIG  | [[Fitxer:Flag of the Valencian Community (2x3).svg\|23x15px\|border \|alt=País Valencià\|link=Selecció de futbol del País Valencià\|{{#if:\|]] | Líbero Parri Romero                                            |
| 17 | MIG  | [[Fitxer:Flag of Spain.svg\|23x15px\|border \|alt=Espanya\|link=Selecció de futbol d'Espanya\|{{#if:\|]]                                       | Fernando Morán Escudero                                        |
| 18 | MIG  | [[Fitxer:Flag of Senegal.svg\|23x15px\|border \|alt=Senegal\|link=Selecció de futbol del Senegal\|{{#if:\|]]                                   | César Diop                                                     |
| 19 | MIG  | [[Fitxer:Flag of the Valencian Community (2x3).svg\|23x15px\|border \|alt=País Valencià\|link=Selecció de futbol del País Valencià\|{{#if:\|]] | David Bauzá Francés                                            |
| 20 | MIG  | [[Fitxer:Flag of Spain.svg\|23x15px\|border \|alt=Espanya\|link=Selecció de futbol d'Espanya\|{{#if:\|]]                                       | Alejandro Cruz Rodríguez                                       |
| 21 | MIG  | [[Fitxer:Flag of Catalonia.svg\|23x15px\|border \|alt=Catalunya\|link=Selecció de futbol de Catalunya\|{{#if:\|]]                              | Miguel Ángel Lozano Ayala                                      |
| 22 | DEF  | [[Fitxer:Flag of the Balearic Islands.svg\|23x15px\|border \|alt=Illes Balears\|link=Selecció de futbol de les Illes Balears\|{{#if:\|]]       | Biel Medina Piris                                              |
| 23 | DEF  | [[Fitxer:Flag of Catalonia.svg\|23x15px\|border \|alt=Catalunya\|link=Selecció de futbol de Catalunya\|{{#if:\|]]                              | Cristóbal Emilio Torres Curro Torres baixa al febrer per lesió |
| 23 | MIG  | [[Fitxer:Flag of Brazil.svg\|23x15px\|border \|alt=Brasil\|link=Selecció de futbol del Brasil\|{{#if:\|]]                                      | Pablo Barros                                                   |
| 25 | POR  | [[Fitxer:Flag of Catalonia.svg\|23x15px\|border \|alt=Catalunya\|link=Selecció de futbol de Catalunya\|{{#if:\|]]                              | Felip Ortiz Martínez                                           |
| 26 | MIG  | [[Fitxer:Flag of Spain.svg\|23x15px\|border \|alt=Espanya\|link=Selecció de futbol d'Espanya\|{{#if:\|]]                                       | Walter Fernández                                               |
| 30 | MIG  | [[Fitxer:Flag of France (1794–1815, 1830–1974).svg\|23x15px\|border \|alt=França\|link=Selecció de futbol de França\|{{#if:\|]]                | Marc Fachan                                                    |
| xx | MIG  | [[Fitxer:Flag of Colombia.svg\|23x15px\|border \|alt=Colòmbia\|link=Selecció de futbol de Colòmbia\|{{#if:\|]]                                 | Mauricio Arroyo                                                |

## Equip tècnic
- Entrenador:  César Ferrando Jiménez fins al 6-3-2010
- Entrenador:  Luis César Sampedro a partir del 6-3-2010
- Segon entrenador:  Joaquin Miguel Latasa fins al 6-3-2010
- Segon entrenador:  Xavier Bartolo a partir del 6-3-2010
- Entrenador de porters: Ángel Andrés Lozano Zurita
- Director general:  Antoni Pinilla fins al desembre
- Director general:  Lluís Fàbregas a partir del desembre
- Director esportiu:  Josep Maria Nogués a partir del desembre
- Secretari tècnic: Alfons Muñoz Jaso fins al desembre
- Secretari tècnic: José Antonio Gordillo a partir del desembre
- Adjunt secretaria tècnica: Jesús María Serrano Eugui
- Preparador físic:  Patricio Pérez Fon
- Fisoterapèutes: Ernest Canete Ruiz, Pedro Flores Bauzá, Carles López Archs
- Metge: Carles Hernàndez Guerrero
- Readaptador físic: Romà Cunillera Roig
- Responsable de material: Guillermo Martín Blanco, Raul Fernandez Carrión
- Delegat: José Maria Grau Otero

## Fitxatges
Els fitxatges d'aquesta temporada han estat:
- Biel Medina, de la SD Eibar
- Vicente Pérez, del Granada CF
- Alejandro Cruz Rodríguez, de la UD Vecindario
- Curro Torres del València CF
- Parri de la UD LLevant
- Morán de l'Hèrcules CF
- Miguel Ángel del Màlaga
- Roberto de l'Huesca
- Rubén Navarro de l'Hèrcules CF
- Jorge García del Sporting de Gijón
- Walter Fernández del Sporting Maonès
- César Diop del Cassis-Carnoux

Durant la temporada s'ha fitxat a 
- Mauricio Arroyo
- Pablo Barros del Reial Saragossa

## Baixes
Les baixes han estat:
- Víctor Casadesús retorna al RCD Mallorca
- Óscar Arpón Ochoa a la UD Logroñés
- José Izquierdo a la UD Logroñés
- Mario Gibanel a la UD Logroñés
- Nebosja Marinkovic
- Moisés García León a la SD Huesca
- Jordi Alba Ramos retorna al València CF
- Alejandro Castro "Jandro" a l'Elx CF
- Papa Kouli Diop, al Ràcing de Santander
- Gabriel Fernando Atz
- Dani Tortolero, al Girona FC
- Lolo Yedra
- Aimar al Teruel

Al febrer es dona de baixa la fitxa de Curro Torres, per estar lesionat.